# Старая Чабья
Старая Чабья — деревня в Мамадышском районе Татарстана. Входит в состав Шемяковского сельского поселения.

## География
Находится в северной части Татарстана на расстоянии приблизительно 34 км на северо-запад по прямой от районного центра города Мамадыш у речки Баш Арбаши.

## История
Известна с 1616 года, упоминалась и как Нижняя Чабья. В начале XX века уже была мечеть.

## Население
Постоянных жителей было: в 1782 — 19 душ мужского пола, в 1859—246, в 1897—583, в 1908—610, в 1920—638, в 1926—630, в 1949—479, в 1958—446, в 1970—432, в 1979—386, в 1989—300, в 2002 году 289 (татары 100 %).